# Tarnogród (gmina)
Tarnogród (do 1954 gmina Tarnogród i gmina Wola Różaniecka) – gmina miejsko-wiejska w województwie lubelskim, w powiecie biłgorajskim. W latach 1975–1998 gmina położona była w województwie zamojskim.
Siedzibą gminy jest miasto Tarnogród.
Według danych z 31 grudnia 2006 gminę zamieszkiwało 6839 osób (3399 w Tarnogrodzie i 3440 w obszarze wiejskim). Natomiast według danych z 31 grudnia 2019 roku gminę zamieszkiwało 6655 osób.

## Historia
Do 1954 roku obszar obecnej gminy był podzielony na dwie oddzielne jednostki: gmina Tarnogród (składająca się z samego Tarnogrodu) oraz gmina Wola Różaniecka (odpowiadająca obszarowi wiejskiemu).
Od 2 lipca 1976 do 30 września 1982 gmina Tarnogród obejmowała również miejscowości Bukowina Pierwsza, Bukowina Druga i Wola Kulońska (po tymczasowym zniesieniu gminy Biszcza.
W 2006 roku zwiększono powierzchnię gminy z 113,97 na 114,25 km² (+ 0,25%).

## Struktura powierzchni
Według danych z roku 2002 gmina Tarnogród ma obszar 113,97 km², w tym:
- użytki rolne: 69%
- użytki leśne: 26%

Gmina stanowi 6,79% powierzchni powiatu.

## Demografia
Dane z 31 grudnia 2005:
| Opis                              | Ogółem | Ogółem | Kobiety | Kobiety | Mężczyźni | Mężczyźni |
| --------------------------------- | ------ | ------ | ------- | ------- | --------- | --------- |
| jednostka                         | osób   | %      | osób    | %       | osób      | %         |
| populacja                         | 6963   | 100    | 3468    | 49,8    | 3495      | 50,2      |
| gęstość zaludnienia (mieszk./km²) | 61,1   | 61,1   | 30,4    | 30,4    | 30,7      | 30,7      |

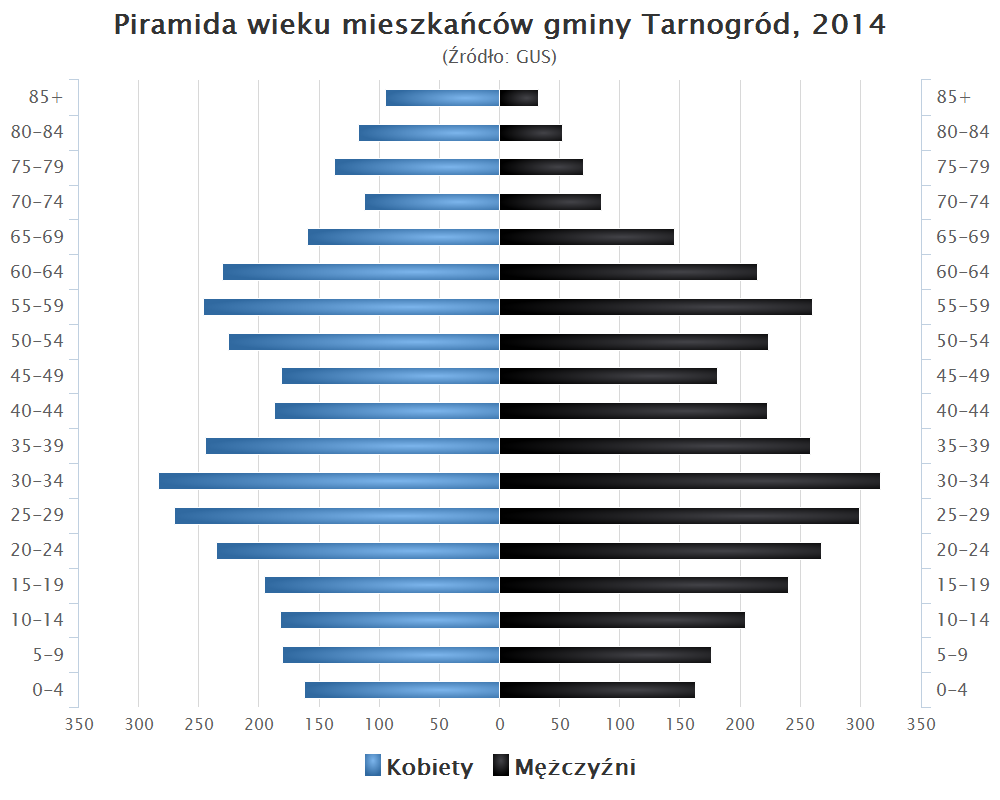
Piramida wieku mieszkańców gminy Tarnogród w 2014 roku

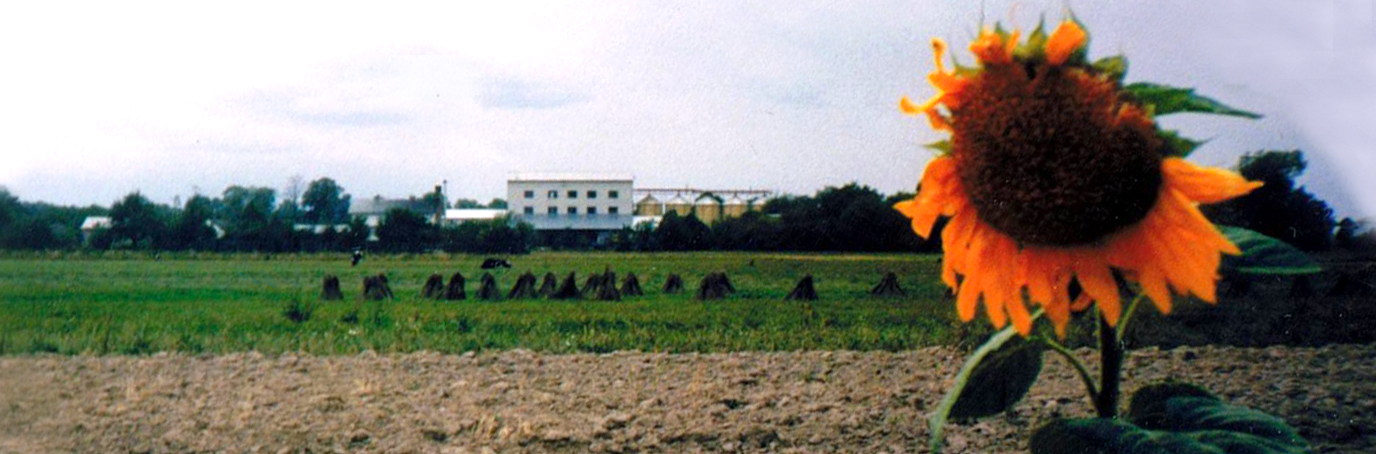
Pejzaż rolniczy na peryferiach Tarnogrodu

- Miasto i siedziba gminy: Tarnogród

## Sołectwa
Luchów Dolny, Luchów Górny, Pierogowiec, Różaniec Drugi, Różaniec Pierwszy, Wola Różaniecka
Dzielnice Tarnogrodu: Przedmieście Bukowskie, Przedmieście Błonie, Przedmieście Płuskie i Przedmieście Różanieckie

## Sąsiednie gminy
Adamówka, Biszcza, Księżpol, Kuryłówka, Łukowa, Obsza, Stary Dzików